# Thermoplan

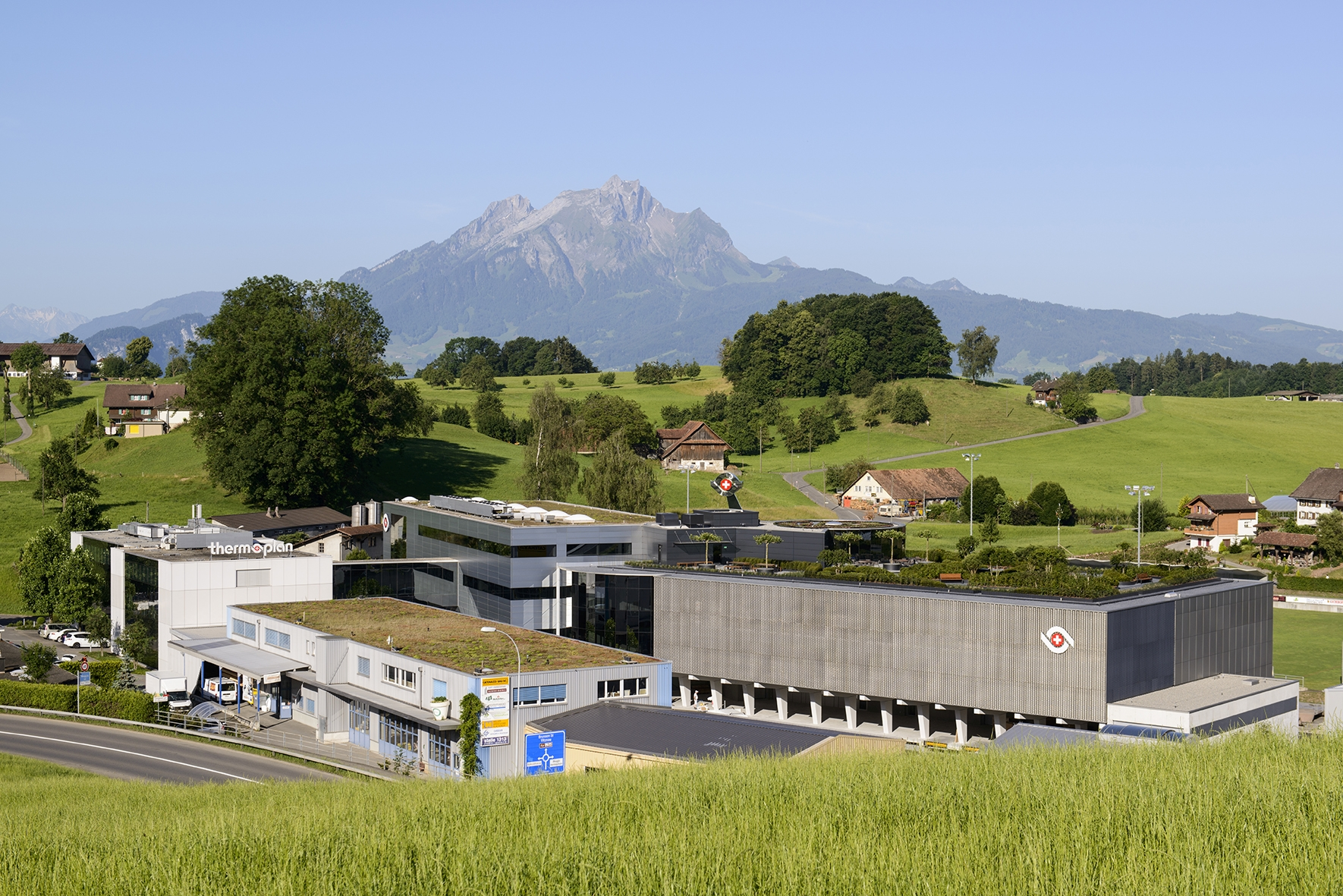
Betriebsgelände der Thermoplan AG in Weggis

Die Thermoplan AG entwickelt, produziert und vertreibt Geräte zur Lebensmittelverarbeitung (Kaffeevollautomaten, Milch- und Rahmgeräte) für Gastronomie, Hotellerie und Gemeinschaftsverpflegung. Der Hauptsitz ist in Weggis im Kanton Luzern in der Zentralschweiz.

## Unternehmensgeschichte
1974 wurde die Thermoplan AG zur Planung und Ausführung von Lüftungsanlagen in Hotel- und Gastronomiebetrieben von Esther und Domenic Steiner gegründet. 1983 wurde das Unternehmen zum Geräteanbieter für die Gastronomie und entwickelte und produzierte zunächst Geräte zur Zubereitung von Schlagsahne mit dem Namen «Whipper». 1985 wurde der Firmensitz nach einem Brand der Produktionsstätte von Küssnacht am Rigi nach Weggis verlegt. Ende der 1980er Jahre arbeiteten bei Thermoplan 17 Beschäftigte. Ab 1991 produzierte Thermoplan Geräte für die Aufbereitung von Milchschaum. Im Jahr 1995 wurde bei Thermoplan ein modular aufgebauter Kaffeevollautomat mit dem Namen «Black&White» konstruiert. 1999 kam es zu einer Liefervereinbarung mit Starbucks für die Ausstattung mit vollautomatischen Kaffeemaschinen. Zu diesem Zeitpunkt beschäftigte Thermoplan 38 Mitarbeitende. Zwei Jahre später entwickelte Thermoplan ein Milchsystem, das kalten Milchschaum erzeugt. Im gleichen Jahr wurde das Werk 2 in Weggis fertiggestellt. Das Unternehmen hatte zu dieser Zeit über 70 Mitarbeitende. Weitere Grosskunden wie McDonalds, IKEA und Karstadt kamen hinzu. 2006 wurde das Werk 3 in Weggis in Betrieb genommen. Ab 2008 wurden alle Starbucks-Kaffeehäuser weltweit mit Thermoplan-Maschinen ausgerüstet. Die Anzahl Mitarbeitenden erhöht sich auf 206. Im Jahr 2009 übergab der Gründer Domenic Steiner die Geschäftsführung an Adrian Steiner und zog sich 2010 aus dem operativen Geschäft zurück. Im Jahr 2011 erhielt Thermoplan von Nespresso einen Entwicklungs- und Fertigungsauftrag für eine professionelle Kaffeemaschine. Costa Coffee kam 2013 als Kunde hinzu. Thermoplan entwickelte eine Premium Vending Kaffeemaschine. 2014 folgte der Bau des Werk 4. Am Standort Weggis waren 224 Mitarbeitende beschäftigt. Im Jahr 2017 ist das Telemetrie-System ThermoplanConnect entwickelt worden. Das System ermöglicht die Übertragung von Daten von der Kaffeemaschine auf den Computer mittels IoT Lösung. Zwei Jahre später, im Jahr 2019, ist ein vollautomatisches Warenlager am Hauptsitz errichtet worden. Das Unternehmen beschäftigt 2021 am Standort Weggis rund 420 Mitarbeitende und vertreibt ihre Kaffeemaschinen in 80 Länder weltweit. Die Thermoplan AG verzeichnet einen Exportanteil von 98 %. Ab September 2021 beginnt der Neubau des Werk 5 mittels neuster Technologien (BIM und IPD). Der Neubau unique, und damit das fünfte Werk von Thermoplan, wurde im Juni 2024 feierlich eröffnet.

## Tochtergesellschaften
Im Jahr 1998 wurde die Thermoplan Deutschland GmbH mit Sitz in Hockenheim gegründet.
Um auch auf dem amerikanischen Kontinent präsent zu sein, wurde in den USA 2002 Thermoplan USA in Reno im Bundesstaat Nevada gegründet. Die Hauptaktivität liegt in der kommerziellen und technischen Unterstützung des Kerngeschäfts von Starbucks in den USA und Kanada. Die Dependance ist auch in Ländern Lateinamerikas aktiv.